# Centralizirani toplinski sustav
Daljinsko grijanje ostvaruje se u postrojenju koje se sastoji od: centralne kotlovnice s kotlovima, skladištem goriva, crpkama (sisaljkama ili pumpama), ekspanzijskim posudama pod tlakom, uređajima za mjerenje, pripremu vode i s ostalim uređajima, cjevovodne mreže ili cjevovoda za dovođenje topline (s pomoću tople vode, vrele vode ili vodene pare) do pojedinih objekata, predajnih postaja, u kojima se dovedena toplina iz cjevovodne mreže predaje kućnom uređaju za grijanje.
Vodena para za daljinsko grijanje može se proizvoditi i u toplani. To je postrojenje u kojem se istodobno proizvodi para potrebna za daljinsko grijanje i električna energija. Za grijanje se upotrebljava para koja je djelomice ekspandirala u parnoj turbini, pa se tako postiže znatno povoljniji stupanj iskoristivosti. Mana je toplane što proizvodnja električne energije ovisi o pari potrebnoj za grijanje i tehnološke procese, pa su takva postrojenja to isplatljivija (ekonomičnija) što je potrošnja pare ravnomjernija tijekom dana i godine. Računa se, naime, da svu tako proizvedenu električnu energiju može preuzeti elektroenergetski sustav. Danas se nastoji potrebna para proizvesti u toplanama radi smanjenja potroška goriva, ali to je opravdano kada je potrošnja pare koncentrirana na manjem području (veći gradovi, veće industrije). 
Razlikuju se niskotlačno i visokotlačno daljinsko grijanje. Niskotlačno daljinsko grijanje može opskrbiti toplinom područje do 1 km2. Tu se kao prijenosnik topline obično upotrebljava vodena para pod tlakom do 200 kPa (parno grijanje), ili topla voda temperature do 110 °C (toplovodno grijanje). Veličina je područja visokotlačnoga daljinskoga grijanja do 74 km2. Kao prijenosnik topline uzima se para pod tlakom do 1 MPa ili tlačna vrela voda temperature od 110 do 180 °C.
Prednosti su daljinskoga grijanja: nema prijevoza (transporta) goriva i pepela u pojedinim zgradama, isplatljivije iskorištavanje goriva u središnjoj kotlovnici, mogućnost uporabe jeftinijih goriva, velika pogonska sigurnost i manje onečišćenje okoliša plinovima izgaranja.

## Grijanje na daljinu
Postrojenja za daljinsko grijanje jesu postrojenja koja iz jednog centralnog mjesta opskrbljuju toplinom više zgrada, odnosno pojedine dijelove zgrada. Ispravnije je ovaj sustav označiti kao prijenos topline na daljinu, jer je često grijanje prostorija samo jedan od zadataka takvog postrojenja. Tako je, na primjer, u bolnicama, hotelima, tvornicama i slično, potrebna toplina, osim za grijanje prostorija, za pripremu tople vode i pare različitog tlaka za kuhinje, praonice rublja i različite tehnološke procese u tvornicama. Zato je korisnije da se voda ili para različitih temperatura ne proizvode u zajedničkoj kotlovnici i odvojeno dovode do potrošačkih mjesta, već da se toplina dovodi pomoću jedinstvenog prijenosnika pojedinim objektima, i da se tek tamo proizvodi para potrebnog tlaka i topla voda potrebne temperature pomoću izmjenjivača topline. 

### Daljinsko grijanje niskog tlaka
Daljinsko grijanje niskog tlaka može opskrbiti toplinom područje do 1 km2. Tu se kao prijenosnik topline obično upotrebljava vodena para do 2 bara tlaka, ili topla voda ispod 110 °C.

### Daljinsko grijanje visokog tlaka
Veličina je područja visokotlačnog daljinskog grijanja do 74 km2. Kao prijenosnik topline uzima se para do 12 bara, odnosno tlačna vrela voda od 110 do 180 °C.  

### Vođenje topline na daljinu pomoću tople vode
Tlak vode za grijanje može biti praktički jednak ili veći od atmosferskog tlaka. O tlaku ovisi maksimalna temperatura vode, pa se obično razlikuje grijanje vodom do temperature od 110 °C i grijanje vodom više temperature. 

#### Uređaji za grijanje toplom vodom do 110 °C
Izvedba takvog uređaja, u načelu, odgovara običnom toplovodnom grijanju s crpkama. Temperatura u dovodnom vodu povisuje se do 110 °C, dok u povratnom vodu iznosi 70 °C. U predajnoj stanici pojedinih objekata snizuje se temperatura na 90 °C miješanjem povratne vode, odnosno na nižu temperaturu ovisno o vanjskoj temperaturi. Zbog povećanja razlike temperature, i do 40 °C, smanjuje se protočna količina vode, a time i dimenzija cjevovoda. 
Za optok vode u cjevovodu ugrađuju se centrifugalne crpke, i to dvije crpke: jedna za puni učin, a druga za 50% učina. Crpke se ugrađuju u dovodnom ili u povratnom vodu, odnosno u oba voda. To ovisi o razgranatosti cjevovoda i otporima u cjevovodnoj mreži. Potrebni tlak crpke iznosi prosječno 0,1 bar (0,01 MPa) za svakih 100 m duljine cjevovoda. Taj se sustav upotrebljava u stambenim i uredskim zgradama, bolnicama i slično, ako pojedine zgrade nisu međusobno previše udaljene. Sustav je isplativ kad je toplinski učin od 6 MW do najviše 10 MW.
Akumulacijom topline mogu se svladati kratkotrajna vršna opterećenja. Akumulator topline puni se posebnom crpkom kojoj dotječe vrela voda iz donjeg dijela akumulatora i koja je tlači kroz kotao u gornji dio akumulatora. Kad se akumulator prazni, isključena je crpka za punjenje, a crpka uređaja za grijanje tlači akumuliranu toplu vodu u mrežu. Akumulacijska sposobnost bit će to veća što je veća temperatura razlika (obično od 110 do 80 °C).

#### Uređaji za grijanje vrelom vodom višom od 110 °C
Uređaj za grijanje tlačnom vodom zatvoreni je sustav pod tlakom koji odgovara temperaturi vode. Takvi uređaji imaju sve prednosti i toplovodnih sustava i razdiobe s parom. Dovodna je temperatura obično između 110 °C i 150 °C, a kad se postavljaju posebni zahtjevi i do 180 °C. Temperatura je vode u povratnom vodu od 70 do 90 °C.
Prednosti su vrelovodnog grijanja prema daljinskom grijanju parom: otpada uređaj za povrat kondenzata sa sabirnicama i crpnim stanicama i s time povezani gubici, jednostavnije je vođenje cjevovoda, povećava se sposobnost prijenosa topline kroz cijevnu mrežu zbog velike temperaturne razlike sustava, može se postići dobra centralna i lokalna regulacija, jednostavno se održavaju uređaji, jednostavna je akumulacija topline, dug je vijek trajanja postrojenja. Nedostaci su povećani troškovi za izmjenjivače topline u postanicama objekata i stalni potrošak struje za pogon crpki. 
Taj se sustav primjenjuje za daljinska grijanja na većem području, za grijanje gradskih kvartova, odnosno cijelog gradskog područja. U uređaju treba održavati viši statički tlak kako bi se pogon mogao odvijati pri višim temperaturama vode. U tablici su navedene temperature isparivanja vode za različite tlakove. Dovodne temperature vode treba odabrati za 8 do 10 °C niže od graničnih vrijednosti u tablici. 
Tlačna vrela voda može se proizvesti u parnim kotlovima ili u posebnim kotlovima za vrelu vodu. Tablica: temperature isparivanja ili vrelišta pri različitim tlakovima:
| Apsolutni tlak (bar)         | 1     | 2     | 3     | 4     | 5     | 6     | 7     | 8     | 9     |
| ---------------------------- | ----- | ----- | ----- | ----- | ----- | ----- | ----- | ----- | ----- |
| Temperatura isparivanja (°C) | 99,64 | 120,2 | 133,5 | 143,6 | 151,8 | 158,8 | 164,9 | 170,4 | 175,4 |

#### Proizvodnja vrele vode u parnim kotlovima
Za proizvodnju vrele vode postoje 3 mogućnosti.
Vrela voda iz običnog parnog kotla može se upotrijebiti za grijanje. Optočna crpka za daljinsko grijanje siše vrelu vodu ispod najnižeg vodostaja kotla te tlači kroz sustav potrošača topline i vraća u vodeni prostor kotla. Ako treba svladati veliki pad tlaka u cjevovodnoj mreži, ugrađuje se crpka u dovodnom i povratnom vodu. Rastezanje vode zbog zagrijavanja kompenzira se u parnom prostoru kotla. 
U parnom kotlu proizvedena para ili para koja je djelomično ekspandirala u turbini miješa se u kaskadnom izmjenjivaču topline neposredno s optočnom vodom sustava grijanja. Pri tom para kondenzira, a voda se grije. Općenito, kaskadni su izmjenjivači topline veliki spremnici u obliku valjka, koji su do polovice napunjeni vodom. Para i povratna voda ulaze u gornji dio spremnika. Voda se raspršava i miješa s parom prolazom kroz nekoliko perforiranih pregrada, koje su smještene jedna iznad druge. Tako se postiže dobar prijenos topline s pare na vodu. Iz donjeg dijela crpka siše vrelu vodu i tlači je u mrežu. Konstantni vodostaj u izmjenjivaču topline održava se pomoću posebnog plovka. Višak vode otječe u sabirnu posudu kondenzata, a odatle se pomoću pojne crpke vraća u kotao. Kaskadni izmjenjivač služi ujedno i kao ekspanzijska posuda. Nedostatak je takvog načina grijanja vode gubitak kondenzata i miješanje vode u kotlu s vodom iz mreže. 
U kotlu proizvedena para dovodi se u površinski izmjenjivač topline (rekuperator) gdje se predaje toplina optočnoj vodi sustava grijanja. Tu je para potpuno odvojena od vode. U kružnom toku vode potrebno je predvidjeti posebnu zatvorenu ekspanzijsku posudu sa sigurnosnim ventilom. Održavanje tlaka u posudi postizava se pomoću pare iz kotla ili pomoću nekog neutralnog plina. Zbog potrebne razlike temperatura pare i vode u izmjenjivaču topline treba predvidjeti kotao na viši tlak. 

#### Proizvodnja vrele vode u kotlovima za vodu
U posebnim kotlovima neposredno se proizvodi tlačna voda određene temperature i tlaka. Za rastezanje vode treba predvidjeti posebnu ekspanzijsku posudu. Održavanje tlaka postiže se pomoću neutralnog plina. Obično se upotrebljava dušik iz tlačnih boca ili se tlači kompresor. Konstantni tlak održava se automatskom regulacijom. Tlak u sustavu može se održavati i posebnom crpkom. Tu se pomoću crpke stalno tlači u cijevnu mrežu neka manja količina vode, dok se približno ista količina vode preko prestrujnog ventila odvodi iz mreže u ekspanzijsku posudu.

#### Razdioba vrele vode
Razdioba vrele vode može se provesti dvocijevnim i trocijevnim sustavom. Najviše se primjenjuje dvocijevni sustav s jednim dovodnim i jednim povratnim vodom. 
U trocijevnom sustavu jedan dovodni vod s konstantnom temperaturom služi za dovod topline potrebne za procese u industriji, drugi dovodni vod s promjenjivom temperaturom služi za grijanje, a treći je vod zajednički povratni vod. 
Kućne podstanice mogu se priključiti na daljinsku mrežu neposredno ili posredno.  
Neposredni je priključak moguć ako grijala u objektima mogu podnijeti prekoračenje tlaka. Tako je pri grijanju tvorničkih hala gdje se upotrebljavaju cijevna grijala, konvektori i slično, koji mogu izdržati visoke tlakove. 
Posredni priključak izvodi se pomoću izmjenjivača topline. Oni se mogu upotrijebiti kad se grije toplom vodom ili parom. Prednost je odvajanje kućne od daljinske mreže, ali je nedostatak gubitak prouzrokovan sniženjem temperature u izmjenjivaču topline.

### Vođenje topline na daljinu pomoću pare
Vodena para se proizvodi u posebnim kotlovima (svježa para) ili se upotrebljava para koja se oduzima između pojedinih stupnjeva parnih turbina. Tlak pare na ulazu u daljinsku mrežu iznosi u malim uređajima od 2 do 3 bara, dok u velikim najviše 12 bara. Kondenzat koji se sakuplja u podstanicama objekata vraća se pomoću crpki u kotlovnicu. Danas se, zbog prednosti upotrebe tlačne vrele vode, rijetko upotrebljava parno daljinsko grijanje, osim za dovođenje topline u industrijskim pogonima. Prednosti su upotrebe pare prema vrelovodnom grijanju: mogućnost vođenja na velike udaljenosti bez crpki (ali uz pad tlaka pare), manji troškovi za parni cjevovod, jednostavna pretvorba visokotlačne u niskotlačnu paru, odnosno u toplu vodu, jednostavno mjerenje količine topline, jednostavna upotreba pare iz toplana. Nedostaci su: poteškoće i problemi pri povratu kondenzata, korozija u kondenzatnim vodovima, nije moguća centralna regulacija temperature, veliki toplinski gubici. Vođenje topline na daljinu pomoću pare upotrebljava se redovito samo za industrijske pogone kad su potrebne velike količine pare. 
Parna cijevna mreža, za razliku od toplovodne mreže, nema sposobnost akumulacije topline, stoga treba za pokriće vršnih opterećenja predvidjeti posebne akumulatore topline. Cjevovodi za paru uvijek se polažu s padom, kako bi se mogao odvesti kondenzat koji se stvara hlađenjem parnog voda. Odvodnjava se na najnižem mjestu voda pomoću posebnih uređaja za odvod kondenzata. 
Kondenzat koji nastaje u različitim napravama kod potrošača i u parnim vodovima sakuplja se u posebne spremnike te se pomoću crpki vraća u kotlove u toplani. Ako zbog izvedbenih poteškoća i različitih prepreka nije moguće kondenzat vratiti u toplanu, može se upotrijebiti za predgrijavanje potrošne vode ili zraka u objektima, a zatim odvesti u najbližu kanalizaciju. Minimalni obujam sabirnog spremnika mora biti dovoljan da primi kondenzat koji nastaje u jednom satu. Crpka se uklapa, odnosno isklapa pomoću plovka. Učin crpke obično je dvostruko veći od satne količine kondenzata.

## Vođenje i polaganje cjevovoda daljinskog grijanja
Način polaganja cjevovoda ovisi o mnogim okolnostima, a naročito o vrstama objekata i terenu, načinu izvedbe cesta, križanjima, zakonskim propisima, te o drugim instalacijama (vodovi za plin, električnu struju, vodu, kanalizaciju i slično). Uvijek treba posebno odrediti najpovoljniju izvedbu, jer su najvažniji utjecaji, kao što su gubici topline, korozija, propusnost zemljišta, vodostaj podzemne vode i drugo, obično veoma različiti. Najvažniji su zahtjevi: sigurnost pogona, besprijekorni rad i isplativost izvedbe. Stoga u svim izvedbama treba osigurati dobru zaštitu od prodiranja vlage i povoljnu toplinsku izolaciju cijevi. 

### Slobodno vođenje cjevovoda
Cjevovodi su položeni na stupove ili na posebne cijevne nosače. Upotrebljavaju se uglavnom za vođenje cijevi između tvorničkih zgrada, ili na području gdje estetski izgled nije važan. 

### Prohodni podzemni kanali
Troškovi izvedbe kanala veoma su visoki. Primjenjuju se samo izuzetno za vođenje cijevnih instalacija koje se moraju stalno nadzirati (na primjer u visokotlačnim parnim sustavima radi nadzora odvodnjavanja i u crpnim stanicama za povrat kondenzata.

### Neprohodni podzemni kanali ili profilni kanali
To je uobičajena izvedba podzemnih kanala za vođenje cjevovoda. Tako se obično izvode cjevovodi za toplu i vrelu vodu. Izrađuju se od betonskih profilnih elemenata. Ti se kanali sastoje od podložne betonske ploče s konzolama i pričvrsnicama za cijevi te od pokrova različitih oblika. 

### Polaganje cijevi u zemlju bez kanala
U novije se vrijeme istražuje mogućnost polaganja cijevi neposredno u zemlju bez zidanih kanala kako bi se smanjili troškovi vođenja cjevovoda. Za takvo polaganje cijevi traži se veoma precizna izvedba, jer se kasnije ne može lako pronaći mjesto greške u ugradnji (montaži). Za različite, do sada predložene izvedbe ne postoji još dovoljno praktičnih iskustava, pa se ne mogu ni točno ocijeniti stvarne prednosti. Moguće je na primjer prethodno izolirane cijevi omotati zaštitnim plaštem od PVC folije i zaliti bitumenskim betonom. Mogu se, osim toga, cijevi u rovu položene na konzole ili ovješene na vješalice, zaliti specijalnom masom koja istodobno služi kao toplinska izolacija i kao zaštita od vlage. 
Često se vodovi polažu u zaštitne cijevi od betona, cementa i slično.

### Razdjelna mreža
Razdjelna mreža dalekovoda veoma je različitog oblika, već prema vrsti i položaju trošila i mogućnosti polaganja cijevi. 
Jednostavna mreža se upotrebljava pri manjim udaljenostima. Stvara poteškoće pri popravcima ili lomu cijevi.
Kružna mreža se obično izvodi kad se traži velika sigurnost pogona.
Razgranjena kružna mreža primjenjuje se za grijanje cijelog gradskog područja, kad se obično grade dvije kotlovnice ili dvije toplane. Tako se postiže veća pogonska sigurnost. Do svakog trošila može se dovesti medij za grijanje najmanje s dvije strane.

## Centralizirani toplinski sustav
Centralizirani toplinski sustav ili CTS je sustav u kojemu se određeni broj zgrada grije iz centralnog izvora. Sastoji od mreže izoliranih cijevi koje se koriste za dobavu topline u zgrade gdje se ta toplina iskorištava za grijanje vode, grijanje prostora ili u nekim slučajevima čak i hlađenje prostora. 
Toplina se dovodi od mjesta nastanka do korisnika a centralizirani toplinski sustav služi kao sredstvo za učinkoviti transport topline. Osnovna posebnost ovih sustava je da koriste toplinu koja bi u suprotnom bila izgubljena. Višak topline proizveden u tvornicama, velikim farmama i mrežama javnog prijevoza usmjeren je u centralizirani toplinski sustav pa samim tim se novac štedi, smanjuje se emisija ugljikovog dioksida i potreba za dodatnom potrošnjom goriva se smanjuje. Prema nekim istraživanjima centralizirani toplinski sustav zajedno s toplinom i snagom je najjeftinija metoda smanjenja emisije ugljikovog dioksida.
Centralizirani toplinski sustav se može podijeliti na tri osnovna dijela :

1. mjesto proizvodnje topline (izvori topline)
2. distribucijski sustav (izolirane cijevi)
3. korisnik (kućanstva zajedno s njihovim izmjenjivačima topline i uređajima za regulaciju).

Glavne značajke centraliziranih toplinskih sustava su:

- jednostavna upotreba, transport, skladištenje i zaštita od opasnih goriva;
- mogućnost iskorištavanja odbačene topline iz velikog broja različitih izvora;
- visoki stupnjevi djelovanja proizvodnje ogrjevne topline (učinkovitije korištene energije uz manje nepovoljne utjecaje na okoliš) pogotovo uz kogeneracijsku proizvodnju;
- značajno smanjenje prostora za kućanske ogrjevne uređaje;
- visoki komfor stanovanja i opća jednostavnost i ugodnost upotrebe topline.